# Megachile ulrica
Megachile ulrica là một loài Hymenoptera trong họ Megachilidae. Loài này được Nurse mô tả khoa học năm 1901.